# Хафизиты
Хафизи Исмаилизм ( араб. حافظية‎ или مجيدية, Majīdiyya ) — ветвь мусталитского исмаилизма, возникшая в результате раскола в 1132 году. Хафизы приняли фатимидского халифа Абд аль-Маджида аль-Хафиза ли-Дина Аллаха ( r. 1132–1149 ) и его преемников на посту имамов, в то время как соперничающая ветвь Тайиби отвергла их как узурпаторов, отдав предпочтение преемственности имамата по линии племянника аль-Хафиза, ат-Тайиба.
Секта Хафизи потеряла государственную поддержку и постепенно исчезла после упразднения Фатимидского халифата в 1171 году и вскоре после этого завоевания Йемена династией Айюбидов. Последние остатки ветви Хафизи засвидетельствованы в XIV веке в Египте и Сирии, но вымерли к XV веку.

## История
Неразрывно связанная с династией Фатимидов, секта Хафизи просуществовала до падения Фатимидского халифата в 1171 году, но после этого пришла в упадок и быстро исчезла, в отличие от двух своих конкурирующих ветвей, низаритов и тайибитов, которые сохранились до наших дней.

### Египет
Хафизи Исмаилизм оставался государственной религией в Египте до тех пор, пока Саладин не провозгласил сюзеренитет халифов Аббасидов над Египтом в сентябре 1171 года  Вскоре после смерти имама-халифа аль-Адида члены семьи Фатимидов были помещены под домашний арест во дворце. Старший сын аль-Адида и назначенный наследник Дауд был признан правоверными хафизи и законным имамом, но он, как и его собственный сын и преемник Сулейман Бадр ад-Дин, жил и умер в плену.
Египетские исмаилиты, в основном хафизы, подвергались преследованиям со стороны новой династии Айюбидов, многие из которых бежали в Верхний Египет . Серия неудачных заговоров и восстаний под руководством сторонников Фатимидов или претендентов на Фатимидов вспыхнула в 1170-х годах и продолжалась спорадически, с гораздо меньшим воздействием, до конца века.  В результате профатимидского заговора, в котором участвовали несколько последних фатимидских чиновников и поэт Умара ибн Аби аль-Хасан аль-Ямани, в Каире в 1174 году многие сторонники свергнутой династии были сосланы в Верхний Египет, ставший очагом профатимидской деятельности.   В конце лета 1174 года там вспыхнуло восстание при Канз ад-Дауле, но оно было подавлено.   В 1176 году претендент, претендующий на роль Дауда, нашел широкую поддержку в Кифте на севере Египта.   Однако к 1188 году попытка восстания небольшой группы, которая ночью выкрикивала шиитский клич «Семья Али», не нашла отклика у жителей Каира.  Когда настоящий Дауд умер в плену в Каире в 1208 году, хафизы попросили у султана Айюбидов аль-Адиля I разрешения оплакивать его публично. Султан дал им разрешение, но воспользовался случаем, чтобы арестовать их даи и конфисковать их имущество. 
Несмотря на разделение заключенных мужского и женского пола, Давуду, видимо, удалось тайно родить двух сыновей, старшего из которых, Сулеймана, верующие хафизи признали своим преемником.  Сулейман ибн Дауд умер в 1248 году, очевидно, бездетным, но некоторые из его сторонников утверждали, что у него был спрятанный сын.   Еще в 1298 году в Верхнем Египте появился претендент, утверждавший, что он сын Сулеймана ибн Дауда,  но к этому времени хафизы — и исмаилизм в целом — сократились до небольших изолированных группировок.  Еще позже, примерно в 1324 году, община исмаилитов (и вероятно, хафизов) зарегистрирована в Усфуне в Верхнем Египте, а в Сирии в то же время упоминается община хафизов в горах Бакиа возле Сафада.  Последние следы этих общин хафизи теряются к концу периода мамлюков . 

### Йемен

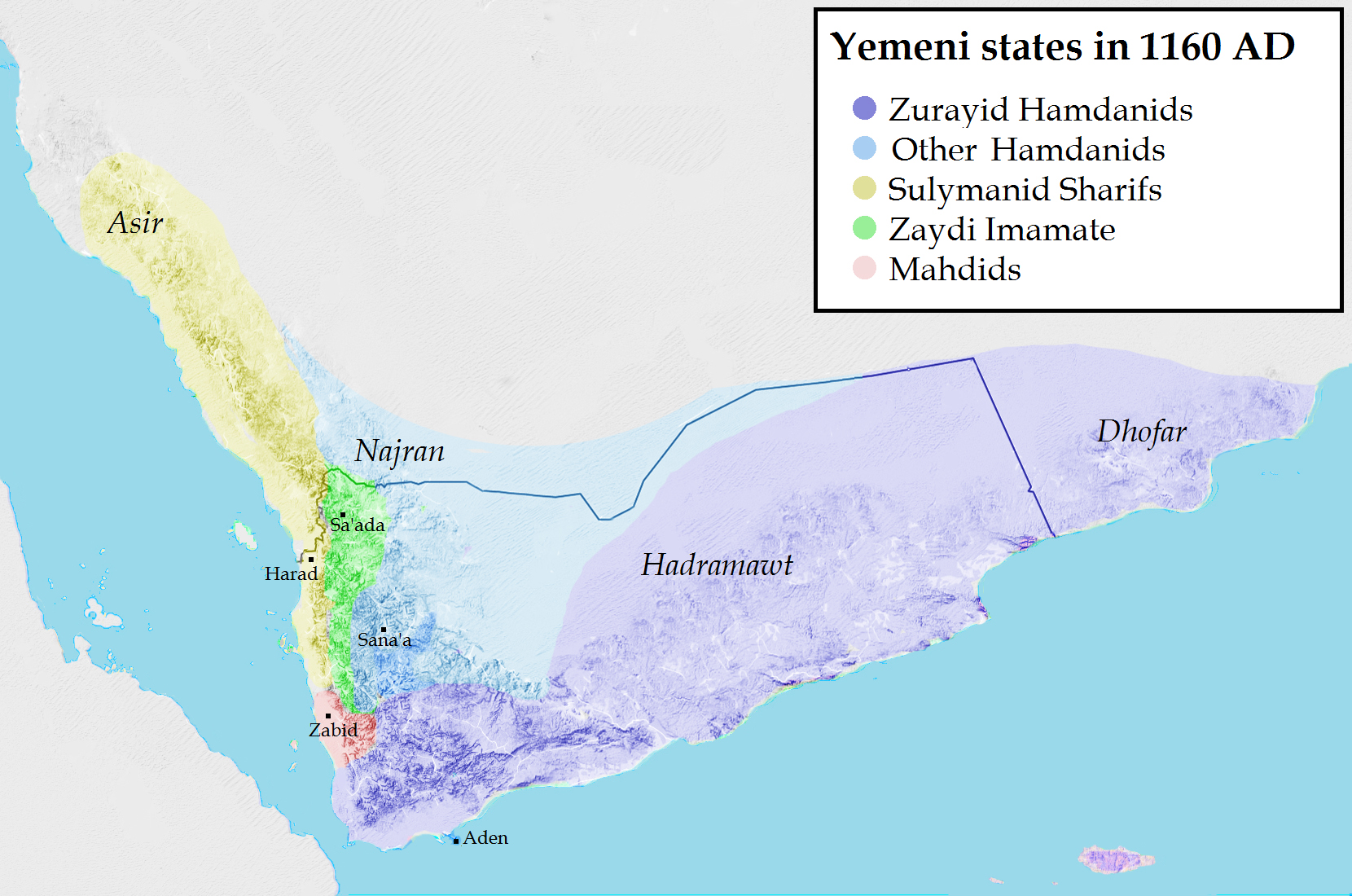
Политическая карта Йемена

Вскоре после раскола правитель Зурайидов Саба ибн Абу'л-Сууд объявил себя хафизи даи в Йемене, став таким образом главой тамошней общины хафизов.  К моменту своей смерти в 1138 году он устранил конкурирующие ветви своей семьи и установил свою власть над городом и внутренними районами Адена .  Его преемники были официально признаны даи в Каире и наделены почетными титулами аль-Хафиза.  Династия Зурайидов просуществовала до вторжения Айюбидов в 1173 году. Последние члены клана продержались в крепости Думлува до 1188 года, но в конце концов продали ее Айюбидам и ушли из Йемена в Абиссинию . 

## Список имамов Хафизи
1. Хасан ибн Али (661–669)
2. Хусейн ибн Али (669–680)
3. Али ибн Хусейн Зейн аль-Абидин (680–713)
4. Мухаммад аль-Бакир (713–733)
5. Джафар ас-Садик (733–765)
6. Исмаил ибн Джафар (765–775)
7. Мухаммад ибн Исмаил (775–813)
8. Абадулла ибн Мухаммад (Ахмад аль-Вафи), умер в 829 году, Даи и «скрытый имам», сын Мухаммада ибн Исмаила согласно традиции Фатимидов Исмаилитов.
9. Ахмад ибн Абадулла (Мухаммад ат-Таки), умер в 840 г., даи и «скрытый имам».
10. Хусейн ибн Ахмад (Ради Абдулла), умер в 909 году, Даи и «скрытый Иман».
11. Абдаллах аль-Махди Биллах, умер в 934 году, Даи, открыто провозгласивший себя имамом, 1-й фатимидский халиф.
12. Аль-Каим би-Амр Аллах, умер в 946 году, второй фатимидский халиф.
13. Аль-Мансур би-Наср Аллах, умер в 953 году, третий фатимидский халиф.
14. Аль-Муизз ли-Дин Аллах, умер в 975 г., 4-й фатимидский халиф.
15. Аль-Азиз Биллах, умер в 996 году, пятый фатимидский халиф.
16. Аль-Хаким би-Амр Аллах, шестой фатимидский халиф, исчез в 1021 году.
17. Аль-Захир ли-изаз Дин Аллах, умер в 1036 году, седьмой фатимидский халиф.
18. Аль-Мустансир Биллах, умер в 1094 году, восьмой фатимидский халиф.
19. Аль-Мустали Биллах, умер в 1101 году, девятый фатимидский халиф, сын Аль-Мустансира Биллаха.
20. Аль-Амир би-Ахкам Аллах, умер в 1130 г., 10-й фатимидский халиф.
21. Аль-Хафиз ли-Дин Аллах, умер в 1149 г., 11-й фатимидский халиф.
22. Аль-Зафир би-Амр Аллах, умер в 1154 году, 12-й фатимидский халиф.
23. Аль-Фаиз би-Наср Аллах, умер в 1160 г., 13-й фатимидский халиф.
24. Аль-Адид ли-Дин Аллах, умер в 1171 году, 14-й и последний халиф Фатимидов; после своей смерти Саладин отменил режим Фатимидов
25. Давуд аль-Хамид ли-Ллах, умер в тюрьме при династии Айюбидов в 1208 году.
26. Сулейман Бадр ад-Дин умер в тюрьме при династии Айюбидов в 1248 году без проблем, положив конец линии имамов Хафизи.